# La Samaritaine

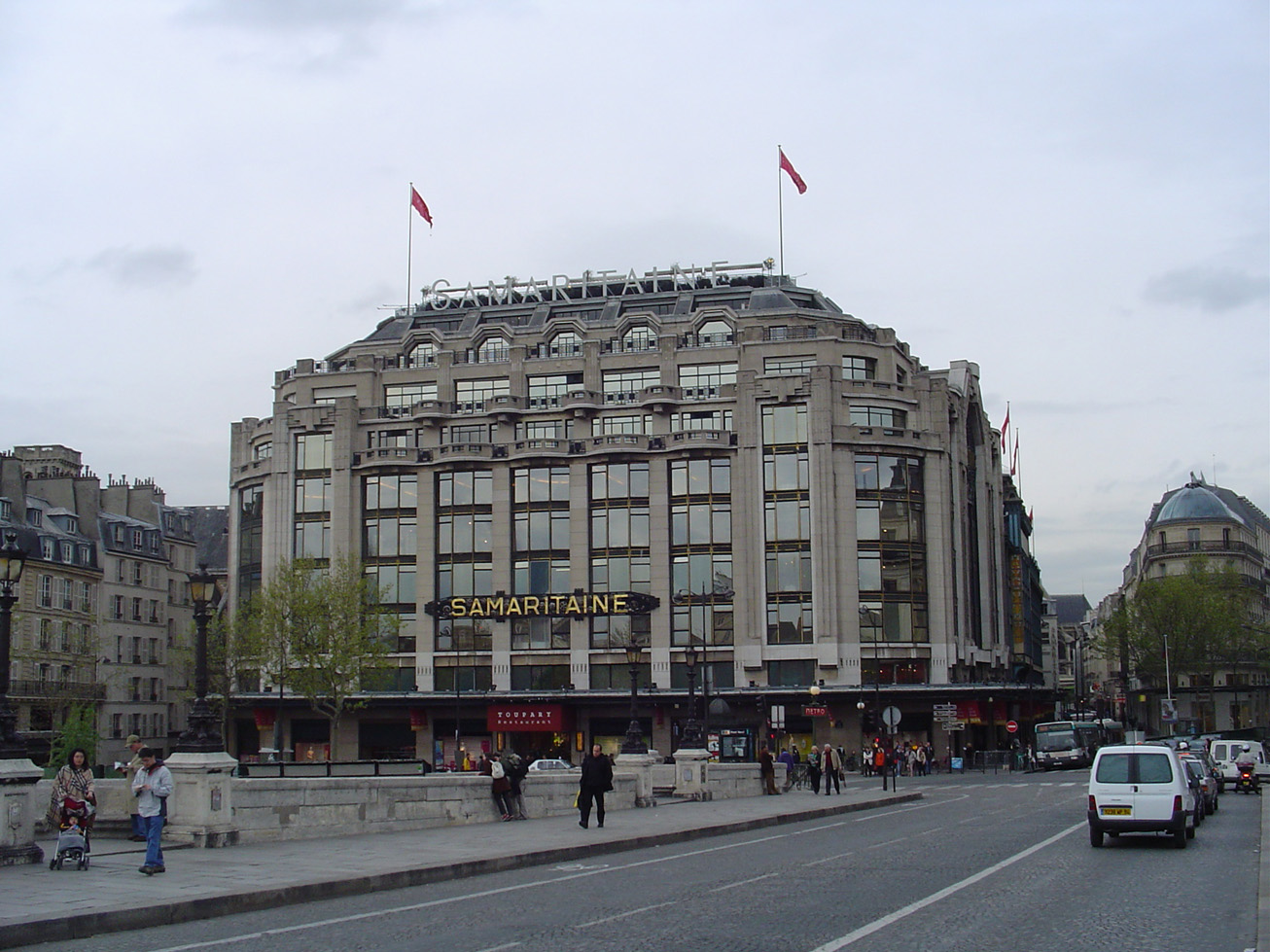
La Samaritaine

La Samaritaine is een grootwarenhuis in het centrum van Parijs, in het 1e arrondissement. Het opende zijn deuren in 1869. Het warenhuis is sinds 2001 in het bezit van het luxewarenconcern Louis Vuitton Moët Hennessy, sloot in 2005 en heropende in 2021 na een lange renovatie.
Het gebouw werd opgetrokken in opdracht van Ernest Cognacq. De winkel werd geleid door zijn echtgenote Marie-Louise Jaÿ en groeide gestaag. Het nieuwe gebouw uit de jaren 1920 heeft een art-decostijl, met een ijzeren constructie en glazen koepel. Het interieur van La Samarataine bevat een art-decotrap, een groot fresco van 115 m² en hangende galerijen. De hoofdarchitecten waren Frantz Jourdain en Henri Sauvage. De naam van het warenhuis is afgeleid van een verdwenen openbare waterpomp uit de 17e eeuw. Op de bovenste verdieping was een restaurant met een mooi uitzicht op Parijs. Het hoofdgebouw is beschermd als monument historique.
Op 15 juni 2005 sloot La Samaritaine plotseling haar deuren; volgens de directie om veiligheidsredenen (brandveiligheid). Volgens de vakbonden ging het echter om een langdurige reorganisatie. Verwacht werd dat de situatie een aantal jaren zou duren. De sluiting werd uiteindelijk definitief. Op 6 juni 2008 presenteerde de directie een verbouwingsplan. La Samaritaine zou in de toekomst onderdak moeten bieden aan winkels, kantoren, een hotel, een kinderdagverblijf en HLM-woningen voor de lagere inkomens.
De verbouwing, waarbij de historische 19e-eeuwse gevels deels werden afgebroken, werd sterk gecontesteerd door verenigingen die het onroerend erfgoed van Parijs bewaken, wat leidde tot een jarenlang aanslepende rechtszaak. De verbouwingen naar plannen van het Japanse architectenbureau Sanaa werden in augustus 2015 opnieuw opgestart. Op 23 juni 2021 werd het warenhuis officieel heropend. Het nieuwe gebouw telt 15.000 m² aan kantoorruimte, een crèche, sociale woningen en 20.000 m² winkelruimte.